# 小田切ほたる
小田切 ほたる（おだぎり ほたる、10月5日 - ）は、日本の漫画家、イラストレーター、同人作家。
主にボーイズラブ系漫画作品を発表している。

## 概要
- 1996年11月、初の単行本『さよならの理由 -小田切ほたる短編集-』（冬水社）にて商業デビュー。
- 小説のカバーアートや挿絵などのイラストでも活動もしており、関連商品のCDジャケットも手がけている。

## 作品リスト

### 継続中の漫画作品
- 透明少年 （徳間書店、既刊2巻・以下続刊）

### 完結した漫画作品
- 裏切りは僕の名前を知っている[1]（角川書店、全13巻）
- その指だけが知っている （原作：神奈木智、徳間書店）
- タイムラグ （原作：ごとうしのぶ、徳間書店）
- みんな愛のせいね （冬水社、全5巻）
- My precious （冬水社）
- 小田切ほたる短編集 （冬水社）
  - 銀の風 遠い刻
  - さよならの理由

※特記なき場合はすべて単巻＝全一巻。

### 挿絵（小説イラスト）
- ラビュリントスの王子 暁の双迷宮 （著者：藍田真、角川書店）
- 「そのとき」シリーズ （著者：高殿円、角川書店）
  1. そのとき翼は舞い降りた
  2. そのとき鋼は砕かれた
  3. そのとき君という光が
- 「その指だけが知っている」シリーズ （著者：神奈木智、徳間書店）
  1. その指だけが知っている
  2. 左手は彼の夢をみる
  3. くすり指は沈黙する
  4. そして指輪は告白する
  5. その指だけは眠らない
- 「汝」シリーズ （著者：片山奈保子、集英社）
  1. 汝、翼持つ者たちよ
  2. 汝、歌声を望む者たちよ
  3. 汝、光に背を向けたる者たちよ
  4. 汝、虹を仰ぐ者たちよ
  5. 汝、陽だまりに集う者たちよ
  6. 汝、運命に挑む者たちよ
  7. 汝、嵐を翔る者たちよ
  8. 汝、魂を秘める者たちよ
  9. 汝、放たれたる者たちよ
  10. 汝、密やかに想う者たちよ
  11. 汝、宿命を見つめる者たちよ
  12. 汝、暁に挑む者たちよ
  13. 汝、女神に跪く者たちよ
  14. 汝、未来を担う者たちよ
  15. 汝、明日へ羽ばたく者たちよ
- 恋とクルマと免許とアイツ。 （著者：綾瀬まみ、桜桃書房）
- 幻想懐古店〜時の末裔〜 （著者：橘有未、集英社）
- 「ダルリアッド」シリーズ （著者：駒崎優、角川書店）
  1. 駆け抜ける蒼き宿命
  2. 野望の果て
  3. 謳われぬ夢

### CDジャケットイラスト
- Chara CD コレクション その指だけが知っている ASIN B0000CBC7A (2003年10月25日)
- Chara CD コレクション 左手は彼の夢をみる その指だけが知っている2 ASIN B0007WAFN8 (2005年4月28日)
- Chara CD コレクション くすり指は沈黙する その指だけが知っている3 ASIN B000GG4EG4 (2006年8月25日)
- Chara CD コレクション 両手に君の告白を その指だけが知っている4 ASIN B000WP2D4O (2007年11月30日)

### 画集
- 小田切ほたる 冬水社スーパーワークスコレクション/複製原画集ACT.4（冬水社、1998年発行）ISBN 4-88741-126-X
- 裏切りは僕の名前を知っているイラスト集 PHOSPHOR （角川書店 2011年3月28日初版発行） ISBN 978-4-04-854566-2